# I demi
I demi sono una commedia perduta di Eupoli, rappresentata ad Atene nel 412 a.C.

## Trama
Questo dramma, a giudicare dai frammenti papiracei risulta diviso dalla parabasi in due metà diverse, ma essenzialmente connesse.
Nella prima parte, la scena era ambientata negli inferi. Il coro era costituito dai vecchi demi ateniesi e i principali attori erano i grandi eroi di Atene, quali Solone, Pisistrato, Milziade, Aristide, Pericle. La trama girava intorno alla dokimasia, o esame, di questi eroi sull'attuale stato di Atene, con l'angoscia nei giorni bui che seguirono la fine della spedizione siciliana, evidenziata dall'ultimo dei grandi generali, Mironide, morto di recente. 
Si decideva che sarebbe stata inviata un'ambasceria dagli inferi ad Atene e si svolgeva un agone sulla scelta degli ambasciatoriː Aristide forniva prove contro Temistocle e Milziade parlava a favore di Pericle. Alla fine, venivano scelti in cinque: Solone, Miɭziade, Aristide, Pericle e Mironide.
Dopo la parabasi, la scena si spostava nell'agorà di Atene. Il coro consisteva dei demi odierni e i principali attori erano i cinque ambasciatori che ora erano tornati dall'Ade. 
I grandi vecchi eroi di Atene affrontavano a modo loro i trasgressori viventi e le loro controparti degenerate nella città attuale . Aristide si sbarazzava di un sicofante, mentre sicuramente Solone aveva a che fare con un "offensore" morale, Milziade con un generale inefficiente e Pericle con un politico corrotto.